# كار همر
كار همر (بالنرويجية البوكمول: Kaare Hammer)‏ هو عداء مشي نرويجي، ولد في 4 يونيو 1918، وتوفي في 2 مايو 2006.

## وصلات خارجية
- كار همر على موقع أوليمبيديا (الإنجليزية)